# Цуканово-Бобрик
Цуканово-Бобрик (рос. Цуканово-Бобрик) — село в Льговському районі Курської області Російської Федерації.
Населення становить 189 осіб. Входить до складу муніципального утворення Вишньодеревенська сільрада.

## Історія
Населений пункт розташований на території українського етнічного та культурного краю Східна Слобожанщина.
Від 2004 року входить до складу муніципального утворення Вишньодеревенська сільрада.

## Населення
| 2002 | 2010 |
| ---- | ---- |
| 224  | ↘189 |